# جون إي. دنيس
جون إي. دنيس (بالإنجليزية: John E. Dennis)‏ هو رياضياتي أمريكي، ولد في 1939.